# Dina Vukelić
Dina Vukelić (Zagreb, 1990.), hrvatska dramaturginja, dramatičarka i scenaristica. 

## Životopis
Diplomirala lingvistiku i komparativnu književnost na Filozofskom fakultetu u Zagrebu i dramaturgiju na Akademiji dramske umjetnosti u Zagrebu 2015. 
Kao dramaturginja od 2013. surađivala je sa Zagrebačkim kazalištem mladih, Malom scenom, Hrvatskim narodnim kazalištem u Zagrebu, Gradskim kazalištem Žar ptica, Istarskim narodnim kazalištem, Hrvatskim narodnim kazalištem Ivana pl. Zajca, Gradskim dramskim kazalištem Gavella, Dječjim kazalištem Dubrava, Eurokazom, Empiria Teatrom i dr. Od 2018. do 2021. angažirana je kao vanjska suradnica Satiričkog kazališta Kerempuh.  
Godine 2019. izvodi joj se nagrađivani dramski tekst za djecu i mlade Ako kažeš, gotov si! u Gradskom kazalištu Žar ptica, a 2020. monodramski tekst Muke svete Sanje u karanteni u sklopu predstave Monovid-19 u Zagrebačkom kazalištu mladih. 2021. izvodi joj se tekst Dnevna doza mazohizma u režiji Luce Cortine i produkciji nezavisnog kazališta Presvrt u Sjevernoj Makedoniji. U Satiričkom kazalištu Kerempuh postavlja se njezin tekst Darian, hrvatski kralj samopomoći u režiji Krešimira Dolenčića. 2022. u Gavelli joj se izvodi tekst Moderni oblici patnje u režiji Darija Harjačeka, a 2023. u Empiria teatru tekst Digitalno sama u režiji Ive Srnec Hamer. 
Dramski tekst Dnevna doza mazohizma 2017. ušao je u užu selekciju Heartefactova Natječaja za najbolji suvremeni angažirani dramski tekst te je objavljen u časopisu Kazalište i preveden na francuski jezik u nakladi Pozor. Dramski tekst Muke svete Sanje u karanteni također je objavljen u Kazalištu i preveden je na poljski jezik. 
Za dramski tekst Ako kažeš, gotov si! dobila je Nagradu ASSITEJ-a za najbolji dramski tekst, a predstava je osvojila i nagrade poput Nagrade hrvatskog glumišta za najbolje glumačko ostvarenje u lutkarskim predstavama ili predstavama za djecu i mlade, Nagradu ASSITEJ-a za najbolje glumačko ostvarenje te Zlatnu Žar pticu za društveno angažiranu predstavu.
Kao scenaristica je surađivala s više produkcijskih kuća, s Dječjim programom HRT-a i RTL televizijom te je autorica scenarija za kratke filmove Ne pričamo o vama nego o djeci (2015.) i Točka zarez (2017.).

## Kazalište

### Praizvedbe
- 2019. Ako kažeš, gotov si!, režija: Krešimir Dolenčić, Gradsko kazalište Žar ptica, Zagreb

- 2020. Muke svete Sanje u karanteni (dio omnibusa Monovid-19), režija: Anica Tomić, Zagrebačko kazalište mladih, Zagreb

- 2021. Robin Hood, režija: Iva Srnec Hamer, Dječje kazalište Dubrava, Zagreb

- 2021. Dnevna doza mazohizma, režija: Luca Cortina, MKC, Skoplje, Sjeverna Makedonija

- 2021. Darian, hrvatski kralj samopomoći, režija: Krešimir Dolenčić, Satiričko kazalište Kerempuh, Zagreb

- 2022. Moderni oblici patnje, režija: Dario Harjaček, Gradsko dramsko kazalište Gavella, Zagreb i Ludens teatar, Koprivnica

- 2023. Digitalno sama, režija: Iva Srnec Hamer, Empiria teatar, Zagreb
- 2024. One male stvari nakon polusna, režija: Iva Srnec Hamer, Empiria teatar, Zagreb

### Nagrade
- 2020. Nagrada ASSITEJ-a (Susret profesionalnih kazališta za djecu i mlade HC Assitej) za najbolji dramski tekst Ako kažeš, gotov si!

## Filmografija

### Scenariji za kratkometražne igrane filmove
- 2015. Ne pričamo o vama nego o djeci, režija: Luka Rukavina

- 2017. Točka zarez, režija: Goran Ribarić